# Lavoir de Cayenne
Le Lavoir de Cayenne est un monument historique de Guyane situé dans la ville de Cayenne.
Le site est inscrit monument historique par arrêté du 24 août 1995.